# قایق نجات کلاس تین
لایف‌بوت کلاس تین (به انگلیسی: Tyne-class lifeboat) یک کلاس از کشتی است که طول آن ۴۷ فوت (۱۴ متر) می‌باشد.